# Sultanpur (Uttar Pradesh)
Sultanpur (Hindi: सुल्तानपुर, Urdu: سلطان پور; Sultānpur [sʊlˈtɑːnpʊr]) ist eine Stadt im nordindischen Bundesstaat Uttar Pradesh mit rund 108.000 Einwohnern (Volkszählung 2011).
Sie liegt 140 Kilometer südöstlich von Lakhnau und 100 Kilometer nördlich von Prayagraj am rechten Ufer des Flusses Gomti im Osten der Region Awadh (Oudh) in Zentral-Uttar-Pradesh. Die Stadt ist Verwaltungssitz des Distrikts Sultanpur.
Der lokalen Überlieferung nach soll Sultanpur einst am gegenüberliegenden Ufer der Gomti gelegen und den Namen Kusabhavanpur gehabt haben. Kusabhavanpur sei von der mythischen Gestalt Kusha, dem Sohn des Gottes Rama, gegründet worden. Einer der Sultane von Delhi namens Ala-ud-Din, dessen Historizität jedoch nicht gesichert ist, soll Kusabhavanpur zerstört und die neue Stadt Sultanpur gegründet haben.
In Sultanpur kreuzen sich die nationalen Fernstraßen NH 96 von Prayagraj nach Faizabad und NH 56 von Lakhnau nach Varanasi. Auch die Eisenbahnstrecke von Prayagraj nach Faizabad führt durch Sultanpur.